# Stazione di Rotherhithe
La stazione di Rotherhithe è una stazione ferroviaria ubicata nel quartiere omonimo, nel borgo londinese di Southwark, posta lungo la East London Line.

## Movimento
La stazione è servita dalla linea Windrush della London Overground, erogato da Arriva Rail London per conto di Transport for London.